# Ingalls Shipbuilding

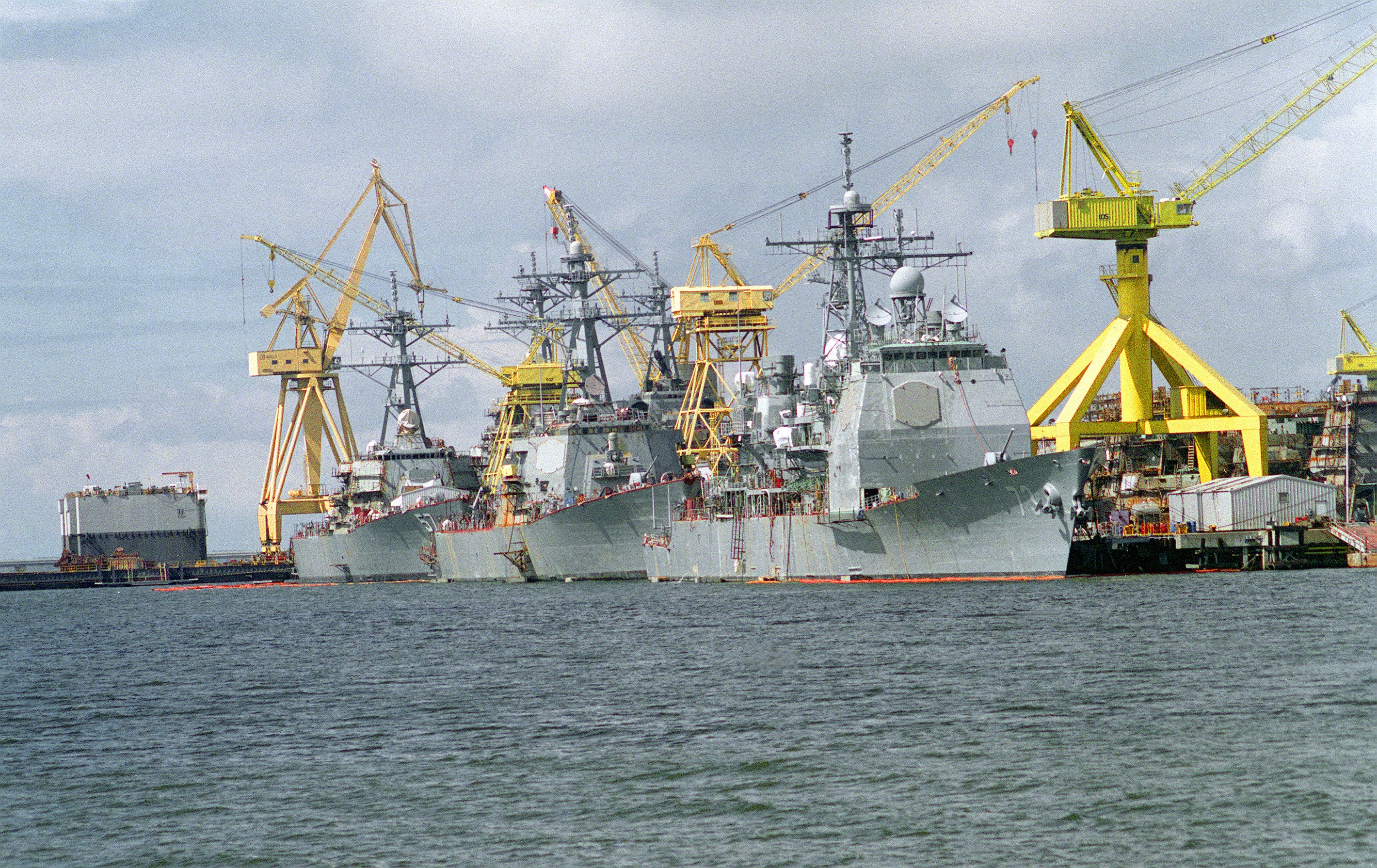
Mehrere Zerstörer und Kreuzer im Bau bei Ingalls

Ingalls Shipbuilding ist eine US-amerikanische Werft mit Sitz in Pascagoula, Mississippi.
Der Konzern wurde 1938 an der Mündung des Pascagoula River in den Golf von Mexiko von Robert Ingalls gegründet und baute zu Beginn ausschließlich Handelsschiffe, unter anderem Frachter, Tanker und Kreuzfahrtschiffe. In den frühen 1950er Jahren bewarb sich Ingalls dann für Ausschreibungen der United States Navy und gewann 1957 einen Auftrag über U-Boote der Sturgeon-Klasse. Insgesamt wurden zwölf nuklear getriebene Boote dort gebaut und elf weitere überholt. 1961 erwarb Litton Industries die Werft und gliederte sie in den Konzern ein.
Ingalls war am Bau von mehreren weiteren Kriegsschiffklassen beteiligt. Dies waren die Tarawa-Klasse, die Kidd-Klasse, die Spruance-Klasse, die Ticonderoga-Klasse und die Wasp-Klasse. Noch gebaut wird an der Arleigh-Burke-Klasse. Die Zumwalt-Klasse wurde von Ingalls und Bath Iron Works geplant, allerdings nur von Bath Iron Works gebaut. Seit 1975 lieferte der Konzern mehr als 82 Kriegsschiffe für die Navy aus und baut und überholt außerdem für ausländische Marinen, unter anderem wurde die Sa’ar-5-Klasse für Israel gefertigt.
Heute ist der Konzern mit über 10.000 Angestellten der größte private Arbeitgeber in Mississippi, mit Höchstwerten von 25.000 im Jahre 1977. Ab 2001 gehörte Ingalls zu Northrop Grumman und war dort in der Ship-Systems-Sparte eingegliedert. Diese wurde 2011 in eine rechtlich eigenständige Gesellschaft, Huntington Ingalls Industries, ausgegründet.